# Stollen im Rothenberg bei Wettringen
Stollen im Rothenberg bei Wettringen este o arie protejată (arie specială de conservare — SAC, sit de importanță comunitară — SCI) din Germania întinsă pe o suprafață de 0,33 ha, integral pe uscat.

## Localizare
Centrul sitului Stollen im Rothenberg bei Wettringen este situat la coordonatele 52°13′14″N 7°15′59″E / 52.2206°N 7.2664°E.

## Înființare
Situl Stollen im Rothenberg bei Wettringen a fost declarat sit de importanță comunitară în martie 2001 pentru a proteja 2 specii de animale. Situl a fost protejat și ca arie specială de conservare în martie 2004.

## Biodiversitate
Situată în ecoregiunea atlantică, aria protejată nu include niciun habitat protejat.
La baza desemnării sitului se află mai multe specii protejate de  mamifere (2): liliac cu urechi mari (Myotis bechsteinii), liliac de iaz (Myotis dasycneme).
Pe lângă speciile protejate, pe teritoriul sitului au mai fost identificate 3 specii de mamifere.